# Tratado de Wad-Ras

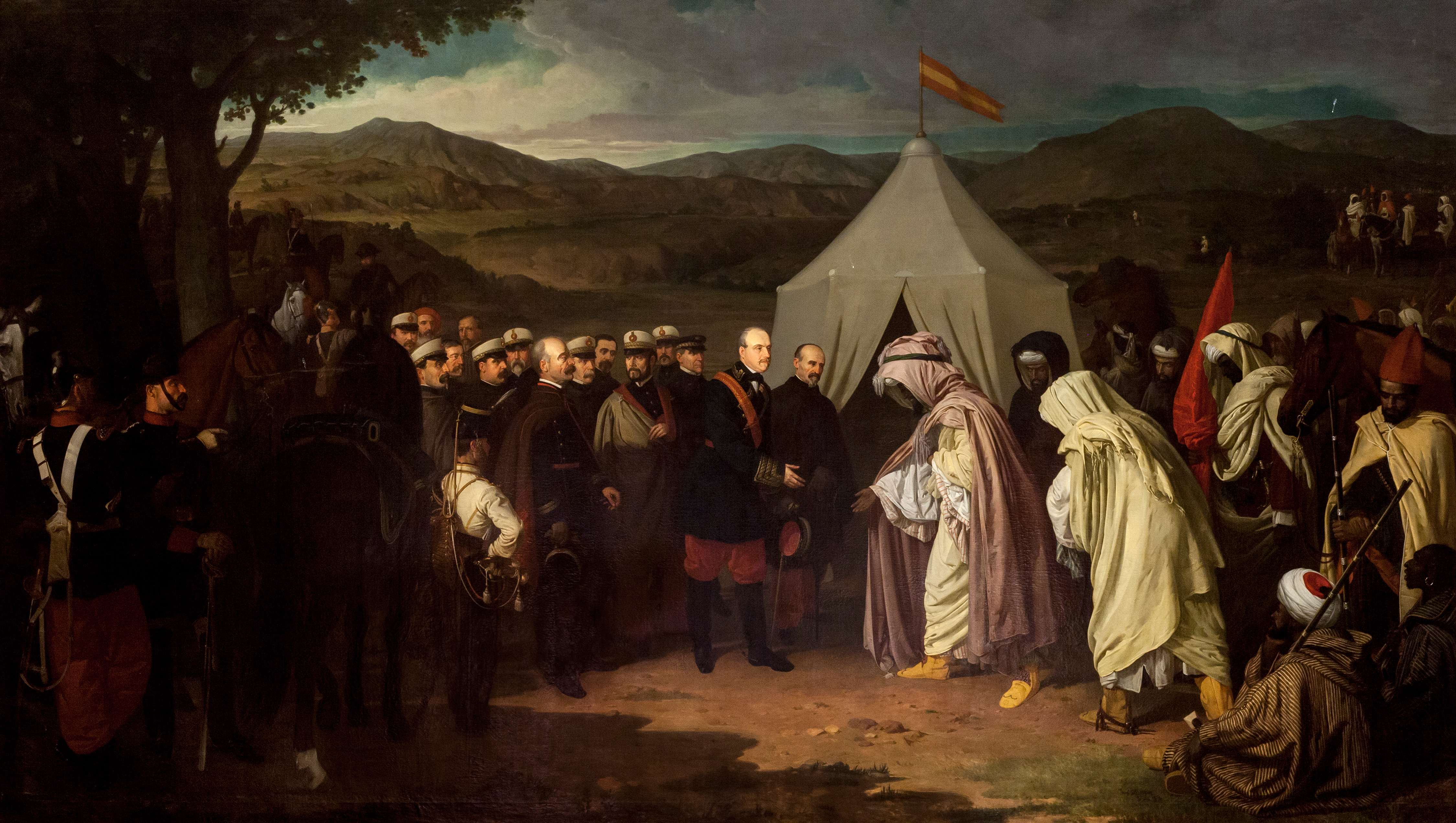
La Paz de Wad-Ras, de Joaquín Domínguez Bécquer, 1870. (Câmara Municipal de Sevilha).

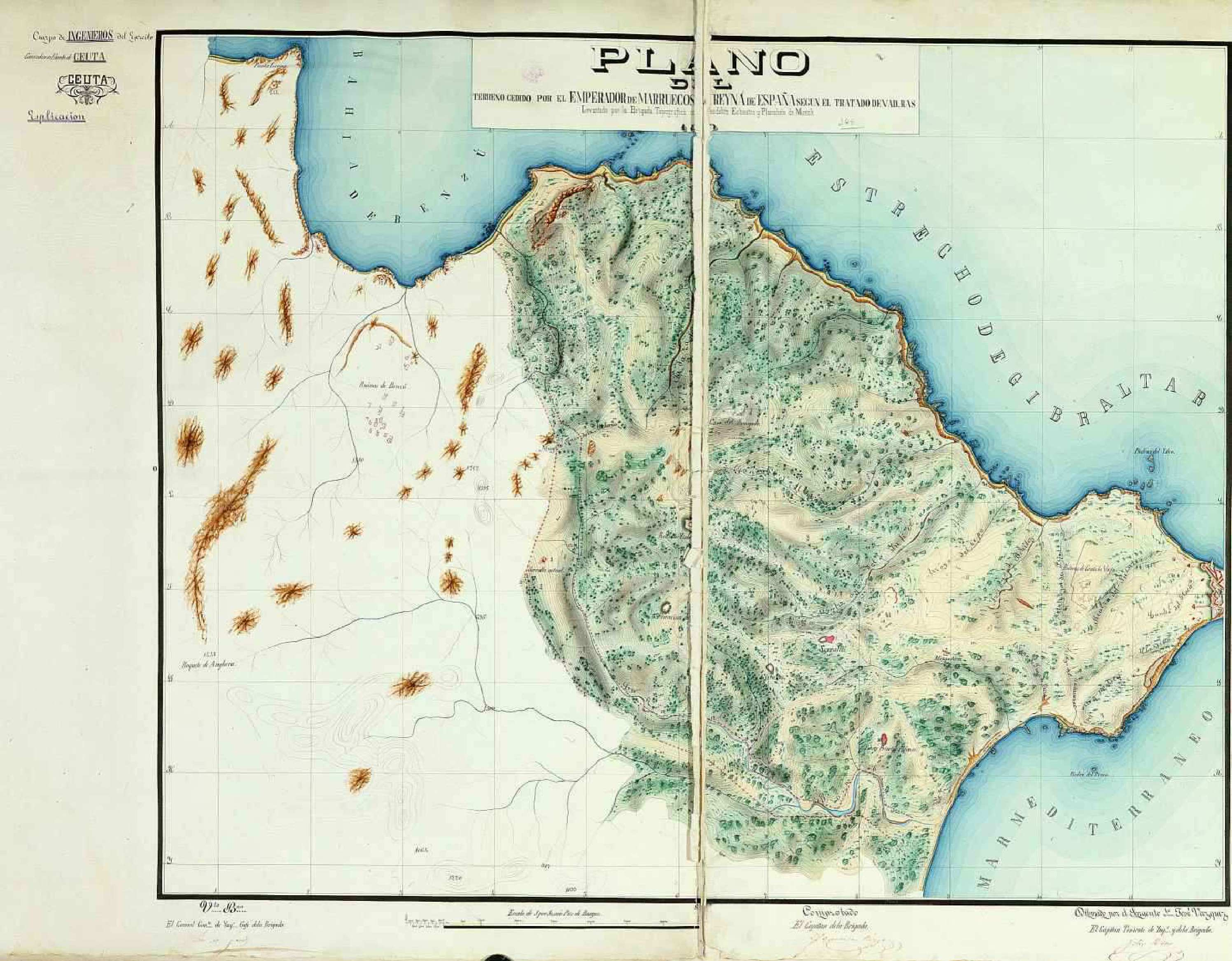
Plano do território cedido pelo Imperador de Marrocos à Rainha de Espanha, segundo o Tratado de Wad-Ras em 1860.

O Tratado de Wad-Ras, assinado em Tetuão a 26 de Abril de 1860, foi um acordo diplomático assinado entre os reinos de Espanha e de Marrocos, que terminou a Guerra da África e foi o resultado das sucessivas derrotas sofridas por Marrocos, no seu confronto contra as tropas Espanholas, em particular após a Batalha de Wad-Ras. Isso forçou o Sultão Mohammed IV a pedir a paz á Rainha Isabel II de Espanha.

## Cláusulas
Sob este tratado, o seguinte foi acordado:
- Marrocos aceitou o pagamento à Espanha de quatrocentos milhões de reais, como compensação pela guerra.
- A Espanha ocuparia a Praça de Tetuão até que a compensação acordada fosse paga.
- O acordo assinado em 24 de Agosto de 1859 foi ratificado nas praças de Melilha, que aumentaram o seu perímetro fora da área fortificada e nos penedos de Vélez de la Gomera e de Alhucemas. Os limites fronteiriços da cidade de Melilha com Marrocos foram estabelecidos até onde os disparos do canhão "El Caminante" alcançassem, como estipulado neste tratado.
- A área de domínio de Ceuta e seus arredores foi aumentada, incluindo todo o território que partia do mar, passando pelas paragens da Sierra Bullones, até ao desfiladeiro de Anghera.
- Foi cedido em perpetuidade para a Espanha um território em torno da fortaleza de Santa Cruz de la Mar Pequeno, que se havia estabelecido na costa atlântica nos tempos de Isabel, a Católica. Com isso, a exploração da pesca na área foi recuperada. Este território passou a ser chamado, posteriormente, Ifni.
- O estabelecimento em Fez de uma casa de missionários Espanhóis com privilégios e isenções especiais foi autorizado.
- Os prisioneiros de ambos os lados seriam libertados e entregues às respectivas autoridades imediatamente.
- Uma série de acordos comerciais foi acordada, declarando a Espanha como a nação mais favorecida